# Synagoga v Livornu
Synagoga v italském Livornu je dílem italského architekta Angela di Castro. Byla vystavěna v roce 1962 na místě původní synagogy, zničené za druhé světové války.

## Historie židovské komunity
Výraznější židovská komunita žila v Livornu od 17. století, časem dosahovala až 10 procent populace. Zásadní pro ni byl postoj Ferdinanda I. Medicejského, který věřil, že by Židé mohli být pro rozvíjející se město přínosem, a souhlasil tak s jejich usídlením, ač jinde byli pronásledováni. Zatímco v roce 1601 zde žilo 114 Židů, v roce 1689 jich byly už tři tisíce. V 17. století zde tak byla vystavěna synagoga, která se stala jednou z nejznámějších v Evropě. Při bombardování za druhé světové války však byla zničena.

## Galerie

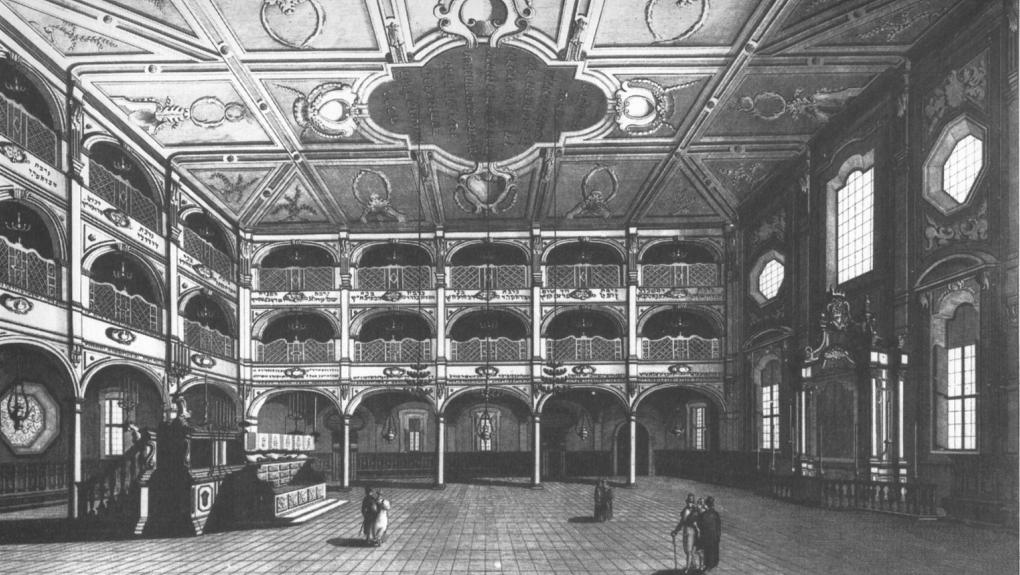
Původní synagoga
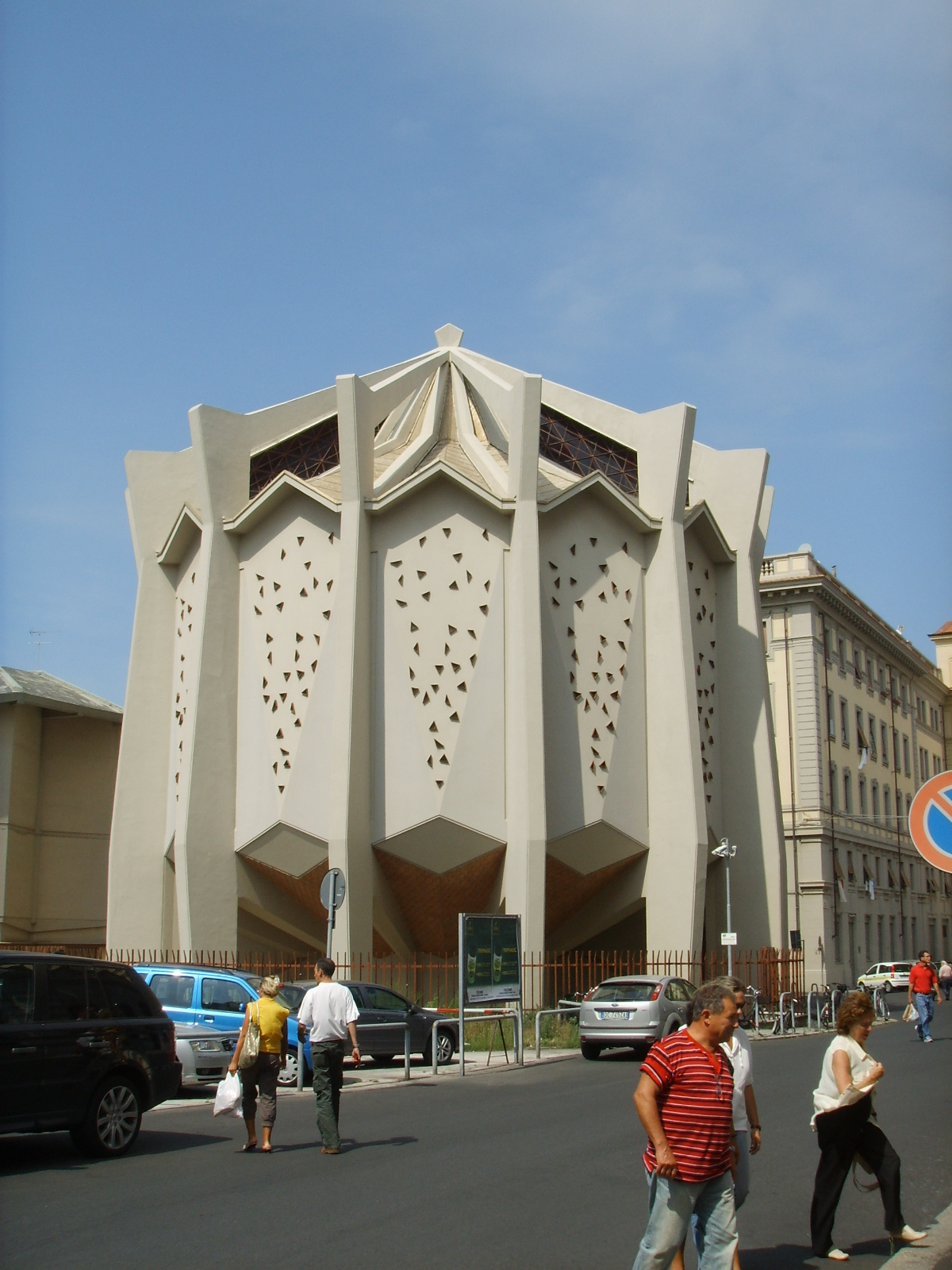
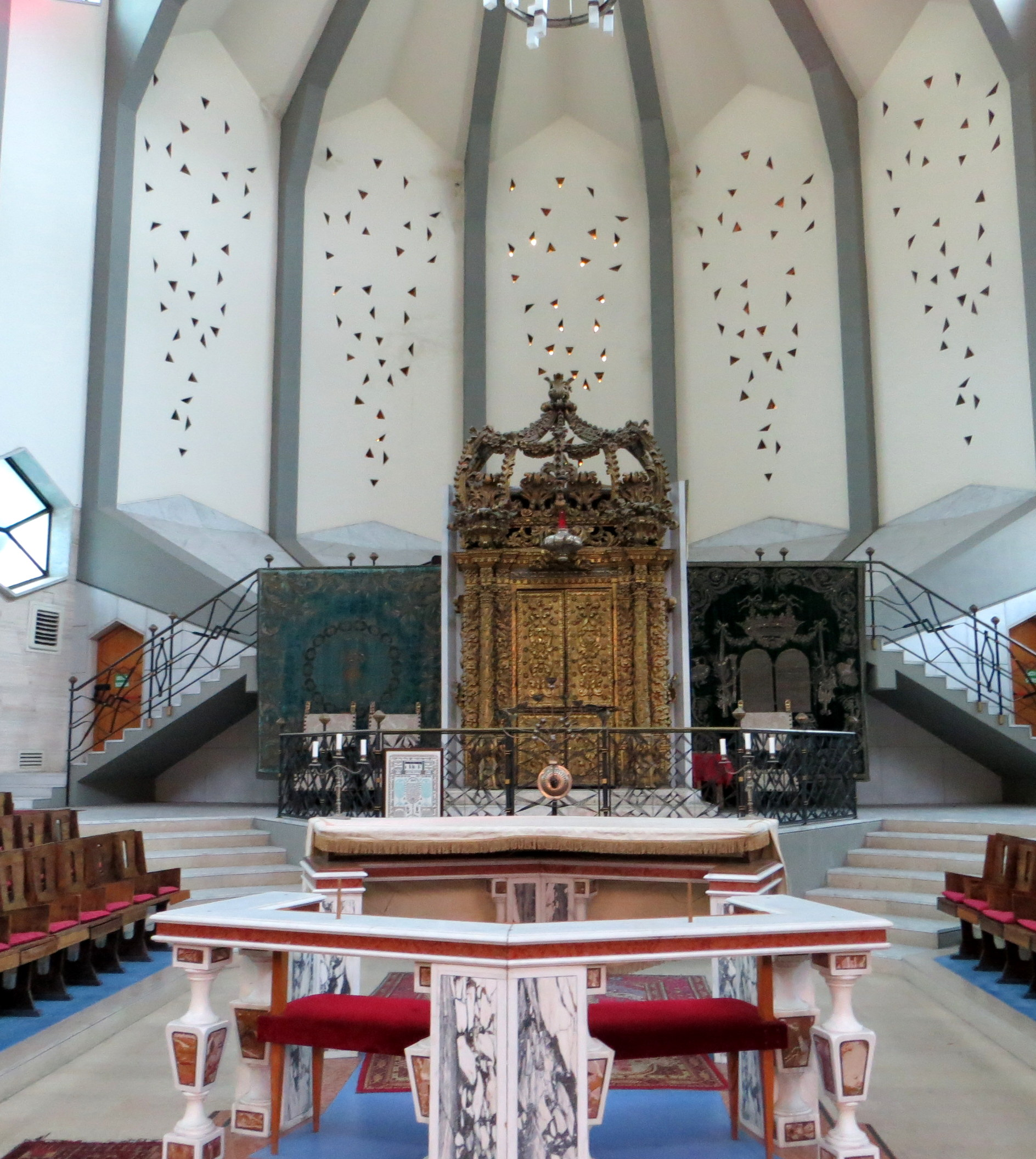
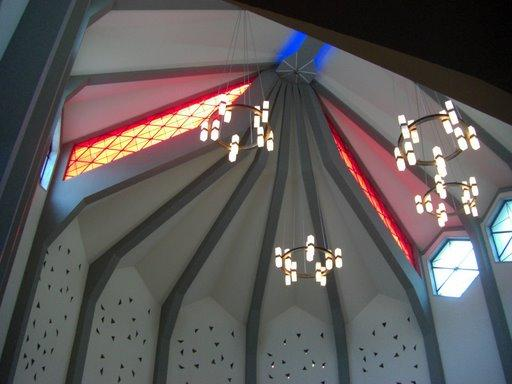